# 난대아열대산림연구소
난대·아열대산림연구소(暖帶·亞熱帶山林硏究所)는 국립산림과학원의 소관사무를 분장하는 소속기관이다. 2012년 7월 26일 발족하였으며, 제주특별자치도 서귀포시 돈내코로 22에 위치하고 있다. 소장은 임업연구관으로 보한다.

## 연혁
- 1967년 1월 1일: 임목육종연구소 소속으로 남부육종장 설치.[2]
- 1998년 8월 1일: 임업연구원 소속 제주임업시험장으로 개편.[3]
- 2004년 1월 9일: 국립산림과학원 소속 난대산림연구소로 개편.[4]
- 2012년 7월 26일: 난대·아열대산림연구소로 개편.[5]

## 위치
난대·아열대산림연구소는 산하에 서귀포시험림과 한남시험림이 있다. 서귀포시험림은 서귀포시에서 동쪽으로 마주보이는 한라산 산록부 중산간 지역 해발 400~1,000m까지의 범위로 500m에서 900m까지 분포하고 동·서사면은 벨트형으로 이루어져 있다. 동쪽으로는 서귀포시 선돌계곡, 서쪽으로는 시오름 사이에 있고, 북쪽으로는 한라산 국립공원과 경계를 이루고 있다.
경사는 25~30°가 660.3ha(42.6%), 30°이상이 429.8ha(27.7%)를 차지하고 있다. 대체적으로 남북사면은 비교적 경사가 급한 지역이고 동서사면은 완만한 지역이다.
한남시험림은 서귀포시 한남읍 중간산 지역으로 400~800m 사이의 범위로 400m에서 600m까지 주로 분포하고 있으며 한라산 국립공원과 인접하며, 경사는 15° 미만이 1,141.3ha(95.7%), 15~20°가 35.2ha(3.0%)를 차지하고 있다. 대체적으로 사려니오름(513m), 거인악(532m), 마분악(425m) 등 오름을 제외하면 비교적 평탄한 지역이다.

## 관할구역
- 제주특별자치도

## 같이 보기
- 곶자왈
- 한라산